# Paul de Callinicum
Paul de Callinicum fut évêque de cette ville de Syrie (actuellement Ar-Raqqa) jusqu'à sa déposition en 518, et un tenant du parti monophysite de Sévère d'Antioche. Après sa déposition, due, comme celle de Sévère, à l'avènement de l'empereur Justin Ier, il se retira à Édesse, où il se livra, jusqu'en avril 528, à la traduction en syriaque de très nombreux écrits de Sévère, rédigés originellement en grec. Ce travail est très important historiquement, car la version originale grecque de l'œuvre de Sévère est presque entièrement perdue, tandis que les traductions de Paul sont toutes conservées (mais largement inédites). Même si certains textes (comme les Homélies cathédrales) ont eu d'autres traducteurs en syriaque (notamment Jacques d'Édesse), une grande partie de l'œuvre ne nous est parvenue que dans la version de Paul (notamment de nombreuses lettres, les traités contre Julien d'Halicarnasse, Jean le Grammairien de Césarée et Serge le Grammairien, et un traité contre les Manichéens). C'est aussi dans ces traductions qu'on trouve ce qui reste des écrits de Julien d'Halicarnasse: à la fois les passages cités par Sévère, et trois lettres traduites intégralement. En tête de la traduction des traités anti-julianistes de Sévère se trouve une dissertation (inédite) sur le concept de « corruption » (φθορά) qui serait un texte original de Paul, mais l'attribution est totalement incertaine.